# 亚历山德里亚站
亚历山德里亚站（英語：Alexandria railway station）是一個位於蘇格蘭西敦巴頓郡亚历山德里亚的鐵路站，由阿貝里奧蘇格蘭鐵路管理，服務路線為北克萊德線。

## 歷史
車站在1850年7月15日由加里東和敦巴頓郡交匯鐵路啟用，1923年鐵路合併後，車站由LNER和LMS共同擁有。1948年國有化，車站擁有權轉交給英國鐵路蘇格蘭區
1980年代鐵路區域化，車站改由蘇格蘭鐵路提供服務，直至鐵路私有化為止。

## 服務
逢星期一至六，每隔半小時便有一班列車東行往艾尔德里，途經格拉斯哥皇后街站，而西行則往巴勒赫站。
星期日，每小時開出兩班列車，一班往拉克霍尔站，另一班則往马瑟韦尔站途經威夫利特站和格拉斯哥中央車站。